# Княгиничі (Яворівський район)
Княги́ничі — село в Україні, у Яворівському районі Львівської області. Населення становить 359 осіб. Орган місцевого самоврядування - Мостиська міська рада.

## Назва
Княгиничі згадуються вперше в документі від 12 листопада 1430 р., у якому мова йде про те, що до суду в Перемишлі звернулися три брати з Княгиничів: Ян, Миколай і Марцін та їх батько Пйотр. В оригіналі записано (латиною): Iohannes de Knyechinicze, et Nicolaus de Knyechinicze, et Martinus de Knyechenicze … Petrus de Knyechinicze. Отже, в одному документі маємо два різночитання назви поселення: Knyechinicze — Knyechenicze, що відповідає українському звучанню: Книгініче — Книгеніче. Це свідчить про неусталеність форми написання назви поселення. В інших документах цього періоду є ще більше відмінностей у написаннях назви села: Knyhynycze, Knyehynycze, Knychynycze.

### Зауваження
Очевидно, що тут йдеться не про село Княгиничі Мостиського району, яке розташоване за 50 км на схід від Перемишля та за 18 км на захід від м. Рудки. Незважаючи на географічну близькість до Перемишля (місце перебування суду) сучасних мостиських Княгиничів, є підстави вважати: 
 «у судовій справі від 12 листопада 1430 р. йдеться про галицькі Княгиничі», оскільки, достеменно відомо, що Ян Влодкович був дідичним власником саме села Княгиничі Рогатинського району,.

## Історія
За королівською люстрацією 1589 р. село Княгиничі (Kniehynice) Перемишльської землі Руського воєводства належало Стадницьким, налічувалось 4 лани оброблюваної землі, 1 млин, 2 загородники без землі, 1 коморник.
Власником маєтку в селі був суддя Міхал Коссак — батько відомого художника Юліуша Коссака.

## Населення

### Мова
Розподіл населення за рідною мовою за даними перепису 2001 року:
| Мова       | Відсоток |
| ---------- | -------- |
| українська | 99,72%   |
| російська  | 0,28%    |

## Сучасність
У селі є церква великомученика Пантелеймона місцевої громади ПЦУ.

## Відомі мешканці

### Народились
- Чухрай Марія Іванівна (1936) — новатор сільськогосподарського виробництва, ланкова колгоспу «Червона Зірка» Мостиського району Львівської області. Депутат Верховної Ради УРСР 6-го скликання.